# Zélóti (Soluň)

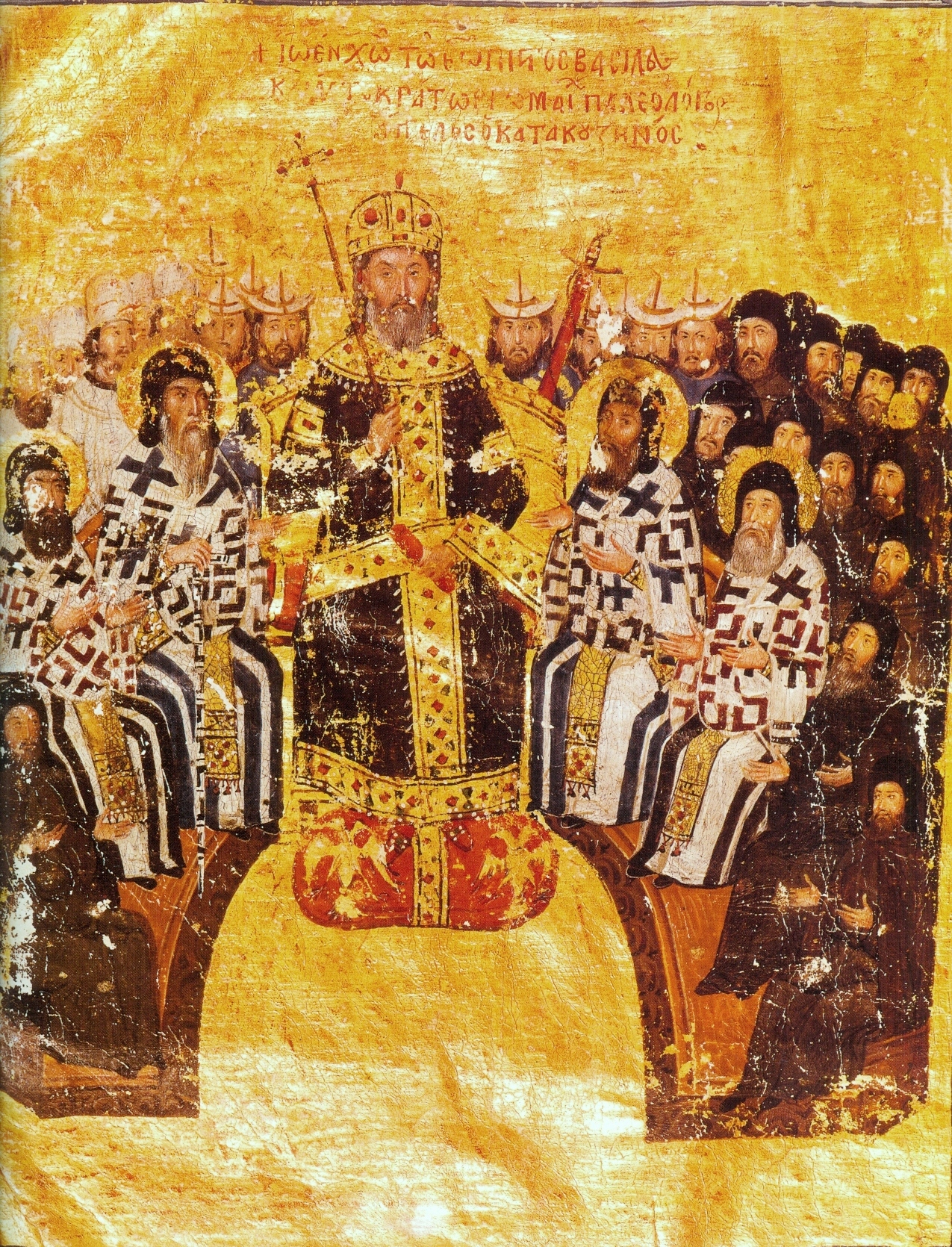
Jan VI. Kantakuzenos, úhlavní nepřítel zélótů

Zélóti (řecky Ζηλωταί) byl protiaristokratický politický spolek se sociálními požadavky, který dominoval politickému vývoji v Soluni v letech 1342 až 1349. Tehdejší zprávy o zélótech, většinou zaujaté proti nim, přinášejí jen krátký souhrn informací. Zélótům se ve městě podařilo vytvořit efektivní občanskou samosprávu, která se udržela po osm let. Majetek šlechticů byl zkonfiskován a jejich bohatství rozděleno mezi obyvatelstvo. Během trvání povstání v Soluni došlo několikrát k nepokojům a rabování zaměřeným nejen proti aristokracii, ale i majetným příslušníkům střední vrstvy. Když se císař Jan V. Palaiologos spojil s Janem Kantakuzenem, proti němuž bylo povstání původně organizováno, rozhodli se soluňští předat město do rukou srbského státu, kterému v té době vládl panovník Štěpán Dušan. Kantakuzenos se však díky zradě soluňského spoluvladaře Jana Metochita do města na přelomu let 1349 a 1350 dostal a povstání zlikvidoval. Povstání zélótů se stalo, kromě několika menších neúspěšných pokusů na Peloponésu, poslední snahou docílit obrody byzantského společenského systému.